# Sielsowiet Wołkowysk
Sielsowiet Wołkowysk (biał. Ваўкавыскі сельсавет, ros. Волковысский сельсовет) – sielsowiet na Białorusi, w obwodzie grodzieńskim, w rejonie wołkowyskim, z siedzibą w Wołkowysku (który nie wchodzi w skład sielsowietu).
Według spisu z 2009 sielsowiet Wołkowysk zamieszkiwało 2705 osób, w tym 1276 Białorusinów (47,17%), 1252 Polaków (46,28%), 121 Rosjan (4,47%), 40 Ukraińców (1,48%) i 16 osób innych narodowości.

## Historia
18 października 2013 z sielsowietu Wołkowysk odłączono 7 miejscowości, które weszły w skład sielsowietu Krasne Sioło.

## Miejscowości
- agromiasteczka:
  - Rupejki
  - Wojtkiewicze
- wsie:
  - Aleksandrówka
  - Baczeńce 1 (hist. Masiuki)
  - Baczeńce 2 (hist. Baczeńce)
  - Baki
  - Bielawszczyzna
  - Biskupice
  - Choćkowce
  - Drużnaja (hist. Kobylaki)
  - Janowo
  - Jasienowica
  - Kamienica
  - Leśniaki
  - Łopienica Mała
  - Mitronie
  - Nowe Choćkowce
  - Oszmiańce
  - Ozierzysko
  - Pasieki
  - Zadworzańce
  - Zaleszany
  - Zamkawaja